# Bozjidar Mitrev
Bozhidar Konstantinov Mitrev (Bulgaars: Божидар Константинов Митрев) (Sofia, 31 maart 1987) is een Bulgaars doelman in het betaald voetbal. Hij verruilde in 2013 Levski Sofia voor Lokomotiv Sofia. Hij speelde al op jonge leeftijd in de Champions League tegen Chelsea.

## Carrière
- 1997-2006: Levski Sofia (jeugd)
- 2006-2012: Levski Sofia
- 2013-... : Lokomotiv Sofia

1 Mitrev ·
2 Popov ·
3 A. Aleksandrov ·
4 Georgiev ·
5 Ivo Ivanov ·
6 Minev ·
7 M. Aleksandrov ·
8 Rangelov ·
9 Karachanakov ·
10 Popov  ·
11 Hristov ·
12 Iliev ·
13 Makendzhiev ·
14 Kostadinov ·
15 Ivan Ivanov ·
16 Slavchev ·
17 Milanov ·
18 Nedyalkov ·
19 Tonev ·
20 Milanov ·
21 Djakov ·
22 Nedelev ·
23 Zlatinski · 
Coach: Petev